# 明末大鼠疫
明末大鼠疫，又称“明末华北鼠疫”、“京师大瘟疫”，是明朝末年崇祯年间（1628年—1644年）发生的一场严重流行病，1633年起始于山西地区，崇祯十六年 (1643年）北京城内爆发重大疫情、造成20多万人死亡，被认为是明朝灭亡的重要因素之一。有历史学家认为，此次流行病中的“疙瘩瘟”、“吐血瘟”是腺鼠疫和肺鼠疫。

## 历史
1633年（崇祯六年），此次流行病发源于山西地区，雍正《泽州府志》卷五七记载，该府 “崇祯六年，高平、阳城、沁水夏大疫”。
1641年（崇祯十四年），疫情传播到了河北及明首都北京城，造成大量人口死亡。依据当地的《府志》、《县志》，在大名府，“春无雨，蝗蝻食麦尽，瘟疫大行，人死十之五六，岁大凶”；在顺德府，“连岁荒旱，人饥，瘟疫盛行，死者无数”。
1643年（崇祯十六年），北京城内的疫情造成20余万人死亡，8月-12月间，保守估计死亡人数占全城人口的五分之一。有文献记载，“沿街小户，收掩十之五六，街坊间的儿为之绝影。有棺无棺，九门计数，二十余万也”。
- 《明史·五行志》记载，崇祯十六年 “京师大疫，自二月至九月。”[2]
- 夏燮《明通鉴》记载：“京师大疫，死者无算。”[1]
- 《崇祯实录》记载：“京师大疫，死亡日以万计。”[1]

1644年（崇祯十七年），骆养性在天津督理军务时曾提到，“昨年京师瘟疫大作，死亡枕藉，十室九空，甚至户丁尽绝，无人收敛者”。同年3月，李自成率领军队包围北京城，而此时驻守的明朝军队总人数由于疫情从10万人下降到了5万多人，剩余的包括许多老弱病残的士兵和太监，平均五个城垛才有一个士兵。农历三月十九日，“甲申之变”，李自成攻破北京城，崇祯帝朱由检自缢于煤山之上。